# Scutellaria valdiviana
Scutellaria valdiviana là một loài thực vật có hoa trong họ Hoa môi. Loài này được (Clos) Epling miêu tả khoa học đầu tiên năm 1936.